# هاري لان
هاري لان (بالإنجليزية: Harry Lane)‏ هو سياسي أمريكي، ولد في 28 أغسطس 1855 في الولايات المتحدة، وتوفي في 23 مايو 1917 في نفس البلد. حزبياً، نشط في الحزب الديمقراطي. وقد انتخب عضو مجلس الشيوخ الأمريكي.